# Cơ quan tình báo Liên bang Đức

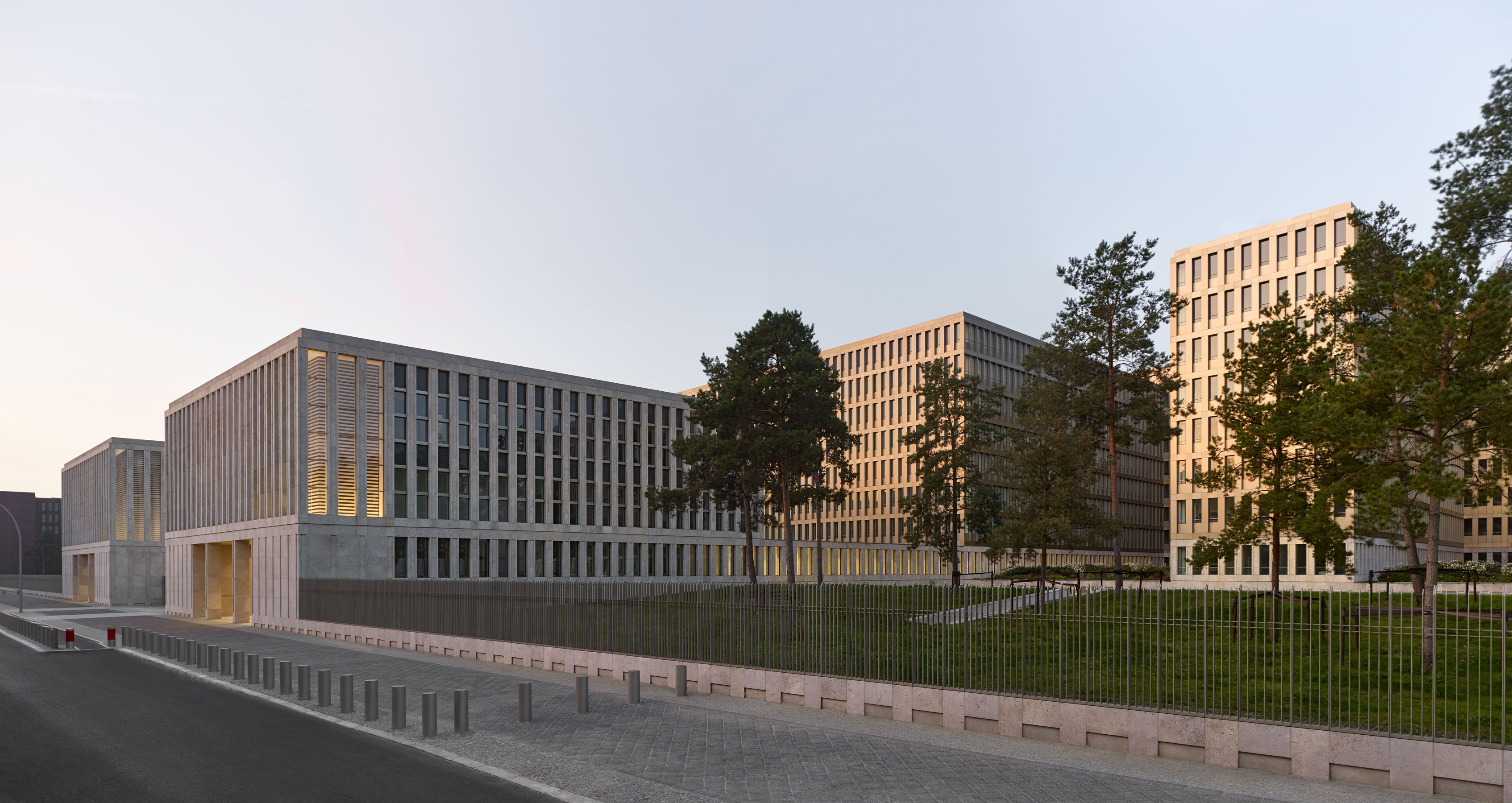
Bundesnachrichtendienst

Cơ quan tình báo Liên bang (tiếng Đức: BND, Bundesnachrichtendienst, tiếng Anh: Federal Intelligence Service) là cơ quan tình báo Đức chịu trách nhiệm về thông tin tình báo nước ngoài, và là một trong ba cơ quan tình báo chính của Cộng hòa Liên bang Đức. Nó phụ thuộc trực tiếp văn phòng Thủ tướng.
Trước đây trụ sở chính đặt tại Pullach im Isartal gần München, và văn phòng tại Berlin bên cạnh hai cơ quan tình báo là Cơ quan Liên bang về bảo vệ Hiến pháp Đức (BfV, Bundesamt für Verfassungsschutz) và Cơ quan Phản gián Quân sự (MAD, Militärischer Abschirmdienst). Năm 2017 trụ sở chính chuyển hẳn về Berlin.
Đó là cơ quan chuyên đề, và giống như tất cả các cơ quan của Đức, được Ủy ban kiểm soát quốc hội giám sát. Từ năm 1990, hoạt động của nó được điều chỉnh bởi một đạo luật của Cộng hòa Liên bang Đức .